# جفعات أولام
جفعات أولام (بالعبرية: גבעות עולם) (بالإنجليزية: Giv'ot Olam)‏ بؤرة استيطانية إسرائيلية، أقيمت جنوب شرق محافظة نابلس شمال الضفة الغربية، وتقع إداريًا ضمن اختصاص مجلس شمرون الإقليمي.
تم إنشاء البؤرة الاستيطانية في أواخر عام 1998 من قبل أفري ران، وهو ناشط يميني ومزارع عضوي يقوم بتربية الدجاج الحر ويبيع بيضه في سوق الأغذية العضوية.

## الجانب القانوني
يعتبر المجتمع الدولي المستوطنات الإسرائيلية في الضفة الغربية غير قانونية بموجب القانون الدولي، لكن الحكومة الإسرائيلية تعارض ذلك.